# Herbert Alber
Herbert Alber (* 1911; † 2006) war ein deutscher Architekt, der auch als langjähriger Vorsitzender der Kreisgruppe Heilbronn des Bundes Deutscher Architekten (BDA) und Mitbegründer der Architektenkammer Baden-Württemberg wirkte.

## Leben und Wirken
Alber erwarb eine Ausbildung im Sinne der Stuttgarter Schule. Nach deren Abschluss arbeitete er in den 1930er Jahren in einem Stuttgarter Architekturbüro und in der Nachkriegszeit als freier, selbstständiger Architekt in Heilbronn. Zu seinen Werken zählen die Wharton Barracks, die Badener Hof-Kaserne, die Mönchseeschule (damals noch Standort des Elly-Heuss-Knapp-Gymnasiums Heilbronn), die Waldorfschule Heilbronn, das Neuenstädter Rathaus, viele Wohnungen, Gebäude für den Unternehmer Adolf Illig und das Besucher- und Informationszentrum der früheren EVS. Alber erbaute gemeinsam mit Richard Scheffler das Geschäfts- und Wohnhaus des Unternehmens E. W. Kachel (1950). Gemeinsam mit Kurt Häge und Gustav Ernst Kistenmacher stellte er im Jahre 1958 die Heilbronner Kreissparkasse und 1962 zusammen mit Richard Scheffler das Hans-Rießer-Haus fertig. Er starb 2006 im Alter von 95 Jahren.

## Bilder

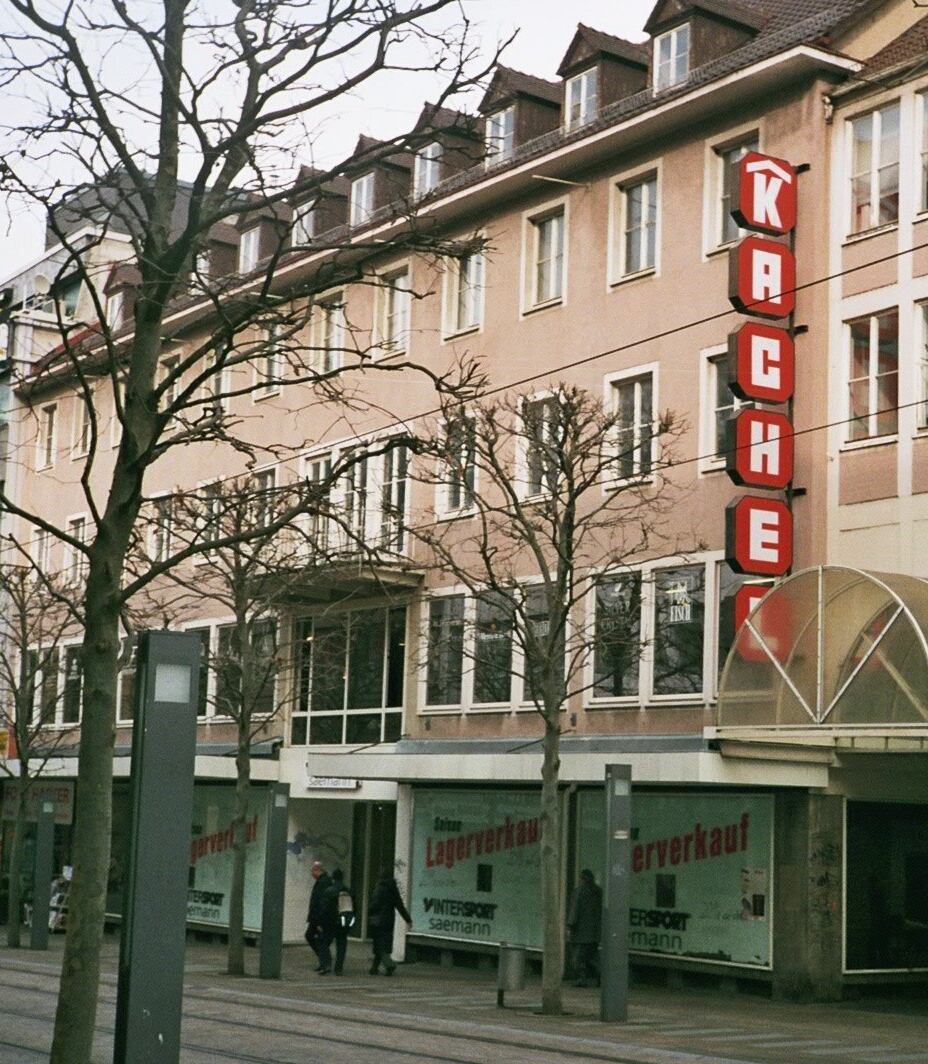
Haus Kachel an der Kaiserstraße 27
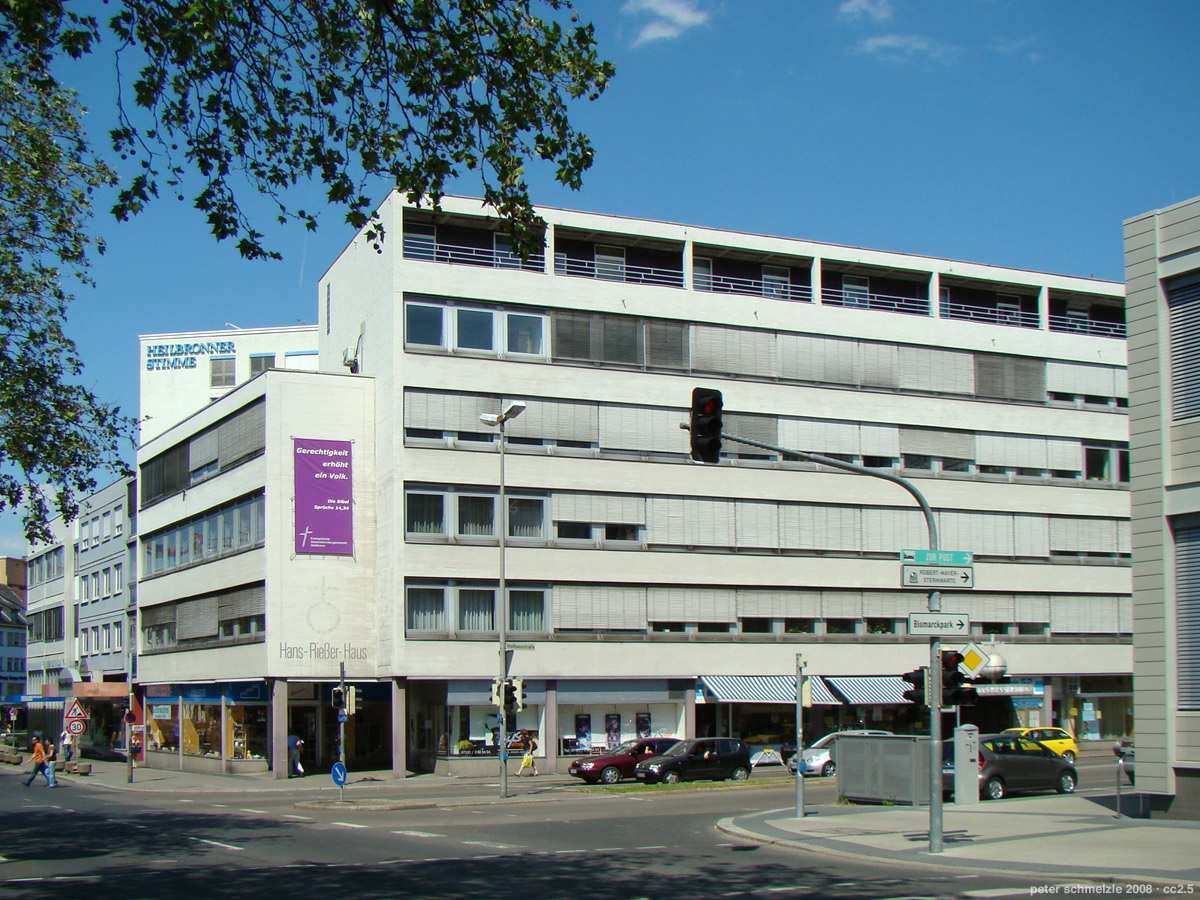
Hans-Rießer-Haus in Heilbronn
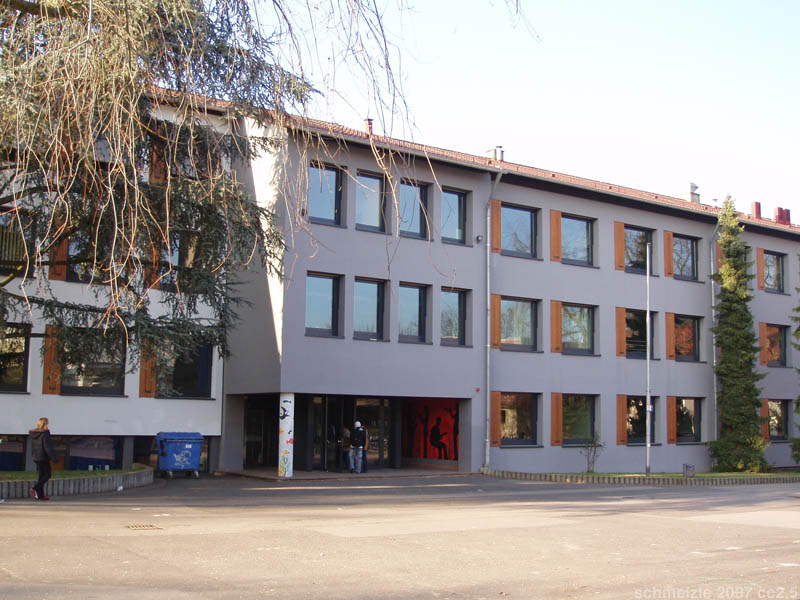
Die Mönchseeschule, ehemals Elly-Heuss-Knapp-Gymnasium in Heilbronn
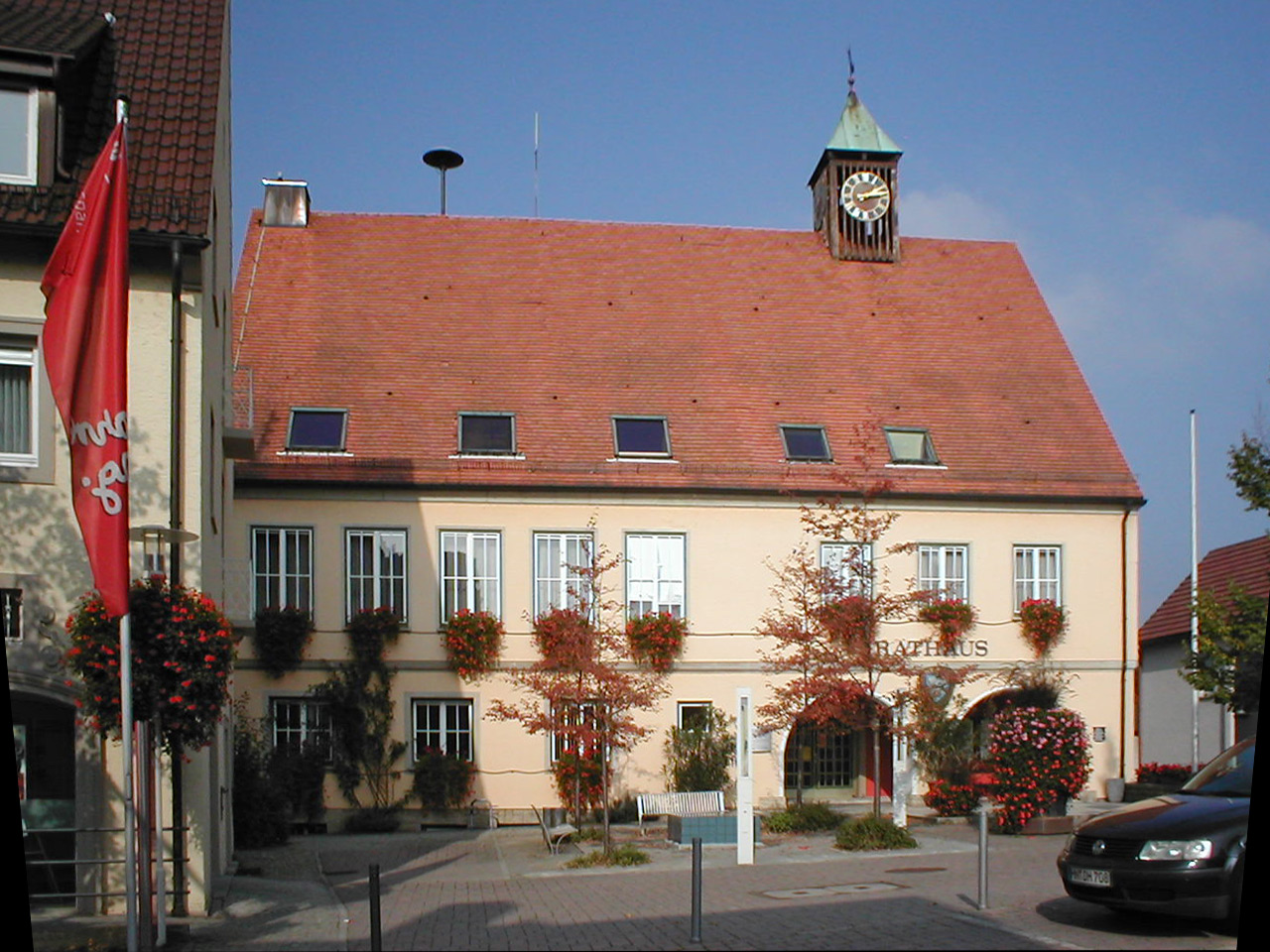
Rathaus in Neuenstadt am Kocher